# Fiskelös, Dalsland
Fiskelös är en sjö i Dals-Eds kommun i Dalsland och ingår i Göta älvs huvudavrinningsområde.